# Histèria (pel·lícula)
Histèria és una comèdia romàntica britànica dirigida per Tanya Wexler, estrenada el 2011 amb Maggie Gyllenhaal, Hugh Dancy, Jonathan Pryce i Felicity Jones en els papers principals.

## Argument
La pel·lícula se situa a finals del segle xix, a Londres, en plena era victoriana. El Dr. Mortimer Granville (Hugh Dancy), un jove metge amb idees avançades, és contractat com assistent pel Dr. Robert Dalrymple (Jonathan Pryce), en un consultori especialitzat en el tractament de la histèria que es considerava una malaltia comuna a les dones de l'època. El tractament consistia en massatges a l'àrea genital per causar convulsions paroxístiques, que no eren altra cosa que orgasmes. El Dr. Granville es relaciona amb les dues filles del Dr. Dalrymple, l'Emily (Felicity Jones) i la Charlotte (Maggie Gyllenhaal), una sufragista lluitadora. Granville mostra una gran habilitat en els massatges, en una visita al seu amic Edmund St. John-Smythe (Rupert Everett), observa que aquest ha inventat una mena de plomall elèctric que li donarà la idea per crear el que serà el primer vibrador.

## Repartiment
- Hugh Dancy: Dr. Mortimer Granville
- Maggie Gyllenhaal: Charlotte Dalrymple
- Jonathan Pryce: Dr. Robert Dalrymple
- Felicity Jones :Emily Dalrymple
- Rupert Everett: Edmund St. John-Smythe
- Ashley Jensen: Fannie
- Sheridan Smith: Molly
- Gemma Jones: Lady St. John-Smythe
- Malcolm Rennie: Lord St. John-Smythe
- Georgie Glen: Mrs. Parsons
- Elisabet Johannesdottirr: Mrs. Pearce
- Linda Woodhall: Infermera Smalley
- Kim Selby: Lady Wheaton

## Al voltant de la pel·lícula
Basada en fets reals, el repartiment del film sacrifica el rigor històric pel sentit de l'humor. Situacions delirants es combinen amb unes discussions per la igualtat de gènere. El film es va presentar al Festival Internacional de Cinema de Roma, on va tenir una bona rebuda. Per la seva part, la directora de la pel·lícula, l'estatunidenca Tanya Wexler va rebre una nominació al premi Marc'Aurelio.